# Jody Payne
Jody Payne (11 de enero de 1936 - 10 de agosto de 2013) fue un músico country y cantante estadounidense, conocido como guitarrista en la banda de Willie Nelson, The Family.
En 1951, Payne fue por la carretera tocando música bluegrass con Charlie Monroe durante un tiempo. Después de su regreso a casa, la familia se mudó a Cincinnati, Ohio. Fue reclutado por el ejército en 1958 y sirvió dos años. Fue dado de alta en 1960 y, en la primavera de 1961, se fue a Detroit, Míchigan, y comenzó a presentarse en el West Fort Tavern. Más tarde realizó una gira con Merle Haggard. Payne también estaba en grabaciones con Hank Snow, Tanya Tucker y Leon Russell.